# Dendronephthya novaezeelandiae
Dendronephthya novaezeelandiae is een zachte koraalsoort uit de familie Nephtheidae. De koraalsoort komt uit het geslacht Dendronephthya. Dendronephthya novaezeelandiae werd in 1905 voor het eerst wetenschappelijk beschreven door Kükenthal. 